# David Healy (Astronom)
David Bennett Healy (* 22. Dezember 1936 in Los Angeles; † 6. Juni 2011 in Sierra Vista) war ein US-amerikanischer Amateurastronom und Astrofotograf. Er entdeckte im Zeitraum von 1999 bis 2008 insgesamt 154 Asteroiden, drei davon zusammen mit seinem Kollegen Jeffrey S. Medkeff. Seine Entdeckungen machte er als Pensionist am von ihm gegründeten Junk-Bond-Observatorium in der Sonora-Wüste im US-Bundesstaat Arizona.
Der am 4. September 1999 durch Myke Collins und M. White entdeckte Asteroid (66479) Healy wurde nach ihm benannt.